# ドゥビスラフ・フリードリヒ・フォン・プラーテン
ドゥビスラフ・フリードリヒ・フォン・プラーテン（Dubislav Friedrich von Platen、名はDubislaw（ドゥビスラウ）とも、1714年8月23日-1787年6月7日）は、フリードリヒ大王の軍に仕えたプロイセンの士官である。騎兵大将であった彼はケーニヒスベルクの総督を務め、聖ヨハネ騎士団の騎士にして黒鷲勲章の受章者でもあった。フリードリヒ大王が遂行した全ての戦争（第二次シュレーズィエン戦争、第二次シュレーズィエン戦争、七年戦争、最後にバイエルン継承戦争）における現役の騎兵士官として、その名は1851年に大王の甥の孫、フリードリヒ・ヴィルヘルム4世が建立させたフリードリヒ大王騎馬像に刻まれ、記念されている。

## 家族
フリードリヒ・フォン・プラーテンは騎兵大将、ハンス・フリードリヒ・フォン・プラーテンとヒュポリタ・ユリアーネ・フォン・ポーデヴィルスの息子である。弟のレオポルト・ヨハン・フォン・プラーテンは1780年12月22日に没した。フリードリヒ・フォン・プラーテンはプロイセンの法務大臣、ザムエル・フォン・コッツェーイの娘、ゾフィア・ズザンナ・シャーロッテ・フォン・コッツェーイと結婚した。夫婦は一男一女を儲けている。

## 軍歴
1723年6月5日、父の要請を容れたプロイセン国王フリードリヒ・ヴィルヘルム1世は、9歳のフリードリヒ・フォン・プラーテンを騎兵准尉に任じた。1729年8月18日に少尉、1730年7月7日には中尉に昇進する。そして1736年8月11日、第4「フォン・ゲスラー」胸甲騎兵連隊で自身の中隊を託される。同年、ゾンネンブルクで聖ヨハネ騎士団に参加した。「オーストリア継承戦争」とも呼ばれる第一次シュレーズィエン戦争の勃発時、彼はリットマイスター（Rittmeister）、即ち騎兵大尉であった。その連隊はモルヴィッツの戦いに間に合わなかったものの、1742年にはコトゥズィッツの戦いの真っただ中に投じられる。自身はカメンツへの撤退が成功した時、果たした貢献に報いてプール・ル・メリット勲章を授かった。その後、少佐に昇進する。1744年にはボヘミアとモラヴィアで戦った。1747年には中佐となり、1752年に有名なバイロイト竜騎兵連隊に加わり、1755年、第1「ノルマン」竜騎兵連隊の次席指揮官に任じられた。

### 七年戦争における働き
七年戦争において、フリードリヒ・フォン・プラーテンの連隊は1756年、ザクセンへ進軍した。1757年3月4日、インハーバー（連隊所有者）として第8「ランガーマン」竜騎兵連隊を受領し、少将に昇進する。続いて1757年4月15日にはグロース＝イェーガースドルフの戦いに加わった。戦いの後、連隊はスウェーデン軍からポメラニアを防衛するべく同地へ移転し、シュトラールズントを攻囲した。1758年初頭、ヒンターポンメルンへ移ると、6月までロシア軍に対抗するべく連隊はその地に展開した。8月25日にはツォルンドルフで戦い、息子たちから2名を失っている。ロシア軍の撤退後、連隊はゴルノウやグライフェンベルクといった、ロシア軍に占領されていた町から残存部隊を駆逐する。続いてスウェーデン軍に抗して北方へ向かい12月、パーゼヴァルクの戦いの後、指揮下の連隊はプレンツラウを占領した。1759年1月17日、デンミーンの攻略に参加すると、再びロシア軍に抗して今度はシュトルプ一帯に展開している。

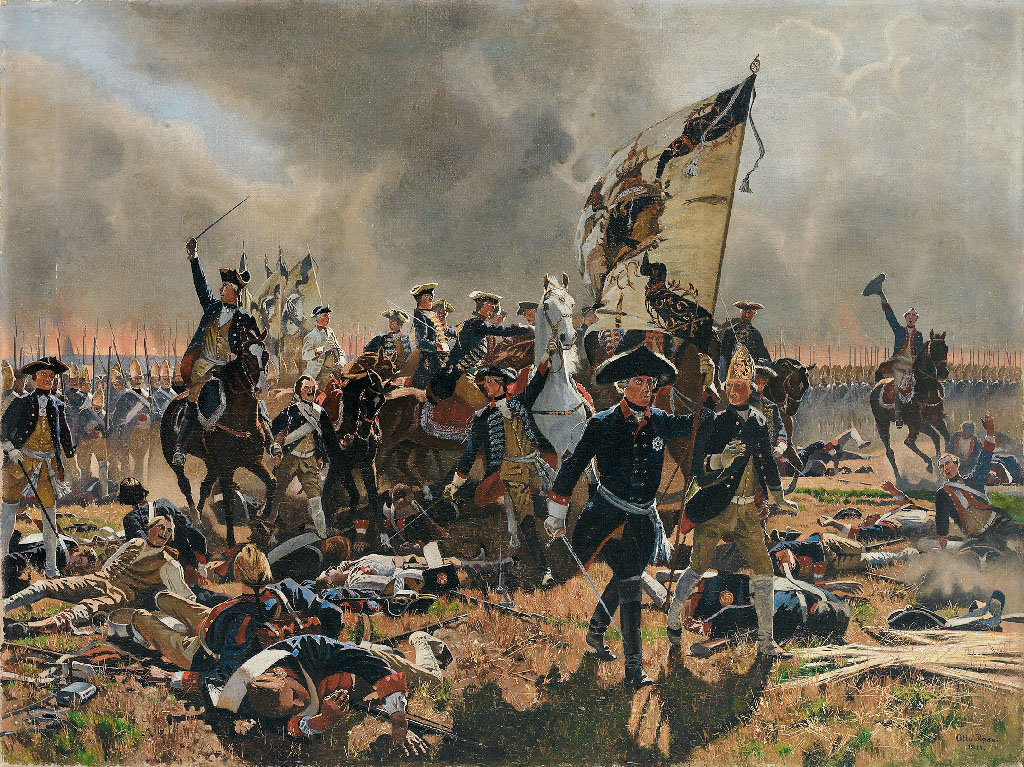
ツォルンドルフの戦いにおけるフリードリヒ2世。そこでプラーテン息子たちから、2名が戦死している。

1759年5月12日、プラーテンは中将に昇進し、ザクセンで作戦中の王弟、ハインリヒ公子の軍で騎兵の指揮を託された。公子はプラーテンをフリードリヒ・ヴィルヘルム・フォン・クライストとともにバンベルク一帯への略奪行へ派遣し、成功を収めた。続いてプラーテンは国王の軍に加わり、クーネルスドルフの戦いで敗北を喫する。1760年5月、彼はゴットロープ・ハインリヒ・フォン・トートレーベン少将率いるロシア軍の、プロイセンへの進撃を阻止する命令を受け、フリードリヒ・ヴィルヘルム・クヴィリーン・フォン・フォルカード中将とともにポメラニアのノイマルクへ派遣された。その後、プラーテンはオーストリア軍とロシア軍のシュレーズィエンへの接近を妨害するべくランツベルクに配置された。なお、さらに重要だったのはブレスラウの町の防衛である。彼の尽力にも拘わらず1760年10月、トートレーベン少将並びにサハール・チェルヌイショフ中将率いるロシア軍と、フランツ・モーリッツ・フォン・ラシー伯爵大将指揮下のオーストリア軍はベルリンを占領した。
ロシア軍とオーストリア軍がベルリンから撤退した後、プラーテンは国王の主力軍に再合流し、11月3日にトルガウで戦う。1761年9月10日、彼は軍を率いてロシア軍の兵站拠点を攻撃するべくポーランドへ進軍した。そしてケブリンでロシア軍の集積所を破壊する。9月15日にはゲスティーン修道院の近くで荷車5,000台と兵員4,000名を伴うロシア軍の大規模な輜重部隊に遭遇した。「フォン・ローテンブルク」、「フォン・アルニム」、「ゲルネ」及び「フォン・ヴンシュ」各連隊に属する大隊とともに、彼はその輜重の鹵獲に成功する。そこから続いてポーゼンへ前進し、9月17日にもう一つの集積所を占領した。
その間にロシア軍はコルベルクを3度目の攻囲下に置いており、解囲を目指すプロイセン軍の試みを全て妨害していた。ランツベルクにおける作戦行動中、ヴァルタ川に架かる主要な橋が破壊されていたので、プラーテンの部隊は浮橋や筏を利用して渡河を行う。9月30日にはケルリーンで、ロシア軍からパルセンタ川に架かる手つかずの橋を奪還し、その時の戦闘で200名の捕虜を得ることに成功した。彼はそこから、パルセンタ川の岸に沿って攻囲下の要塞への接近を試みる。しかしコルベルクの南西8kmの地点で行われた3時間に及ぶ戦いを経て、ピョートル・ルミャンツェフ率いるロシア軍がシュピー村で進軍を阻止した。プラーテンは10月17日、5,500名を率いてゴルノウへ突破し、そこから補給を確保しようと試みたが、ロシア軍のフェルモル将軍はイーナ川の橋を挟んだ砲戦の末に彼を押し止める。最終的に要塞の救援は叶わず、コルベルクは1761年12月16日に降伏を余儀なくされ、守備隊はロシア軍の捕虜となった。
1762年1月、プラーテンはザクセンのハインリヒ公子の軍へ帰還した。指揮下の連隊はペーガウとツァイツに配置され、その年の戦いに参加することはなかった。

### バイエルン継承戦争
バイエルン継承戦争においてプラーテンはハインリヒ公子の指揮下に軍団を率い、ペータースヴァルデ、ライトメリッツ、ブディーン・アン・デア・エーガーを経由しプラハへ迫った。1786年9月、国王フリードリヒ・ヴィルヘルム2世は
という言葉とともに彼に黒鷲勲章を贈っている。同時に彼をケーニヒスベルクの総督に任じた。プラーテンは就任を望んでいなかったが、国王の説得に応じている。
1787年5月20日、プラーテンは騎兵大将に昇進して間もなく、同年6月7日に没した。その名はラインスベルクのオベリスクの正面と、フリードリヒ大王の甥の孫にあたるプロイセン国王、フリードリヒ・ヴィルヘルム4世が建立させたフリードリヒ大王騎馬像の銘板の一つに刻まれ、恒久的に記念されている。

## 文献
1. 1 2  Unpartheyische Geschichte des bayerischen Erbfolgekrieges etc. 2., Kummer, 1781, von Platen
2. 1 2 3 4 5 6 7 8 9 10 11  Bernhard von Poten, Dubislaw Friedrich von Platen .  Allgemeine Deutsche Biographie, herausgegeben von der Historischen Kommission bei der Bayerischen Akademie der Wissenschaften, Band 26 (1888), S. 249–251, Digitale Volltext-Ausgabe in Wikisource, (Version vom 13 January 2017, 20:15 Uhr UTC)